# Trisomie
Trisomie is een erfelijke variatie waarbij er binnen een chromosomenpaar drie chromosomen aanwezig zijn, in plaats van de normale twee.

## Oorzaak
De oorzaak hiervan is meestal een variatie in de celdeling, voorafgaand aan de aanmaak van zaad- of eicellen, een non-disjunctie. Als in een eicel twee kopieën van één chromosoom aanwezig zijn, zal door bevruchting met een normale zaadcel het totaal aantal kopieën van dat chromosoom op drie komen, een trisomie.

## Trisomie 13, 18 en 21
De meest voorkomende autosomale trisomie is trisomie 21; er is dan sprake van het syndroom van Down. Trisomie 18 (syndroom van Edwards) komt na trisomie 21 het meeste voor en daarna trisomie 13 (syndroom van Patau). Deze twee vormen leiden tot ernstige aandoeningen. Aangedane foetussen of baby's kunnen sterven gedurende de zwangerschap of binnen enkele maanden na de geboorte.

## Trisomie van de geslachtschromosomen
Het komt ook voor dat er drie geslachtschromosomen in plaats van twee aanwezig zijn.

### Trisomie X
Trisomie X, triple X-syndroom ofwel 47,XXX-syndroom, is het voorkomen van driemaal het X-chromosoom. Soms in alle lichaamscellen, soms in slechts een deel daarvan. Het komt alleen voor bij meisjes. Het uiterlijk van deze meisjes is doorgaans niet afwijkend. Zij kunnen een normale ontwikkeling hebben. Regelmatig hebben zij leermoeilijkheden, een ontwikkelingsachterstand en/of gedragsproblemen. Deze problemen variëren echter sterk in ernst.

### XYY-syndroom
Het XYY-syndroom komt alleen voor bij jongens. Deze jongens hebben één Y-chromosoom te veel. Het lijkt wat de kenmerken betreft op het triple-X syndrome, dat uitsluitend bij meisjes voorkomt. De jongens worden meestal iets groter dan gemiddeld. Zij hebben een normale intelligentie, maar er is wel kans op een aantal moeilijkheden in het leren, de ontwikkeling en het gedrag.

### XXY-syndroom
Het XXY-syndroom, ofwel het syndroom van Klinefelter, is een syndroom waarbij jongens één X-chromosoom te veel hebben. Het komt ook voor dat zij meerdere X-chromosomen te veel hebben. Er zijn dus meerdere varianten mogelijk, maar bij het grootste gedeelte van de mensen met Klinefelter gaat het om de variant waarbij drie geslachtschromosomen aanwezig zijn (XXY).

## Mozaïcisme
Het kan voorkomen, dat niet in alle cellen drie chromosomen aanwezig zijn in plaats van twee, maar dat slechts in een aantal cellen sprake is van een trisomie. Dit wordt een mozaïektrisomie genoemd (mozaïcisme). Deze mensen hebben vaak mildere kenmerken dan het geval is bij een trisomie in alle cellen. Daardoor is het ook mogelijk, dat zij niet sterven tijdens de zwangerschap of geboorte. 
Ook bij een trisomie van de geslachtschromosomen, het triple-X syndrome, het XYY-syndroom en het klinefelter syndroom, kan er sprake zijn van de mozaïekvariant. Over het algemeen kan gesteld worden dat hoe meer cellen aangedaan zijn, hoe sterker de variatie.
Een patiënt die hieraan leed en daarmee in opspraak raakte, was atlete Foekje Dillema. Na een omstreden DNA-test werd besloten dat zij toch een vrouw was, omdat ze deze uiterlijke kenmerken het meest vertoonde. Bij Dillema werden meer X-chromosomen dan Y-chrosomomen gevonden. Bij een man zou dit gelijk moeten zijn; bij een vrouw zouden Y-chromosomen absent behoren te zijn.

## Partiële trisomie
In alle cellen is niet een heel chromosoom te veel, maar slechts een stukje chromosoom. Dat kan op vier manieren ontstaan. Door duplicatie van een stuk chromosoom. Dit stukje chromosoom zit vast aan een chromosoom waarvan het afkomstig is of het zit op een van de andere chromosomen (bijvoorbeeld op chromosoom 14 zit een stukje van een derde chromosoom 21; hiervan is soms sprake bij patiënten met het syndroom van Down), dit wordt een translocatie genoemd. Er kan ook sprake zijn van een inversie-duplicatie waarbij het stuk extra chromosoom omgekeerd vastzit aan het chromosoom waarvan het afkomstig is. Of er is een klein extra chromosoompje, een marker.

## Andere trisomieën
Naast de hierboven genoemde trisomie 21, trisomie 18 en trisomie 13, kunnen trisomieën met andere chromosomen ook voorkomen. De variaties die deze veroorzaken, zijn waarschijnlijk zo dodelijk, dat de bevruchte eicel meteen of binnen enkele dagen tot maanden te gronde gaat. Dit geldt onder andere voor de volgende trisomieën. Hierbij kan ook sprake zijn van een mozaïektrisomie of een partiële trisomie, waardoor de prognose verandert.
Trisomie 1 (hierbij ontstaat er geen zygote), trisomie 2, trisomie 3, trisomie 4, trisomie 5, trisomie 6, trisomie 7, trisomie 8, trisomie 9, trisomie 10, trisomie 11, trisomie 12, trisomie 14, trisomie 15, trisomie 16, trisomie 17, trisomie 19, trisomie 20, trisomie 22.